# Historia criminal del cristianismo
Historia criminal del cristianismo (en alemán: Kriminalgeschichte des Christentums) es el título de la obra principal en diez tomos del autor y crítico de la Iglesia Karlheinz Deschner. Describe detalladamente los errores y crímenes que se atribuyen a las distintas iglesias, confesiones, sectas, asociaciones y sus representantes, así como de dirigentes cristianos en el transcurso de la historia de la cristiandad. La obra trata la historia del cristianismo desde su origen bíblico hasta el presente. Desde 1986 hasta 2013 fueron publicados un total de diez  tomos, culminando la obra en su versión original en idioma alemán.
Traducciones parciales o completas de esta ingente obra, de más de 5000 páginas, han sido editadas en italiano, español, griego, polaco y ruso. La publicación de la versión en español fue realizada hasta el Tomo IX inclusive, por Ediciones Martínez Roca, cuyos proyectos editoriales, entre ellos el Tomo X, quedaron en duda luego de ser esta absorbida por Editorial Planeta.

## Objetivo
En el primer tomo, en la introducción a la obra completa, Deschner describe su intención y comienza explicando aquello que no se va a encontrar en su obra: la respuesta a la pregunta «¿para qué sirve el cristianismo?». En el sentido de la frase «audiatur et altera pars» («se debe escuchar la otra parte»), quiere crear un contrapeso frente al enorme desequilibrio que representa la glorificación existente del cristianismo, tampoco quiere informar de las «consecuencias supuestas o —la excepción— realmente positivas del cristianismo». Quiere mostrar que los luchadores por una primera instancia moral, no sólo no alcanzan su ideal de forma parcial, sino que no lo hacen de forma continua. Deschner ya prevé aquí el punto principal de crítica a su obra, la parcialidad de los hechos presentados, y procura contrarrestarlo definiendo claramente su objetivo.
No sólo tiene como objetivo una historia de las iglesias, sino una explicación de todos los fenómenos relacionados con el cristianismo, incluidos aquellos no relacionados con la iglesia. Estos serán «juzgados no sólo con los términos generales de los criminales, humanos, sino también con el pensamiento ético central de los Evangelios sinópticos, con la visión de sí mismo del cristianismo como religión de los evangelios, del amor, de la paz, [...] pero también con las exigencias posteriores a la iglesia, como la prohibición del servicio militar, inicialmente para todos los cristianos, posteriormente para el clero, la prohibición de la simonía, del préstamo con interés, de la usura y de otras cosas.»
Con este ataque conscientemente provocador a la historiografía religiosa conservadora y apologética, Deschner causó un gran revuelo y, en parte, rechazo. A pesar de que los hechos que reúne están sobradamente demostrados y son generalmente aceptados, su elección, interpretación y su tratamiento polémico han sido criticados en numerosas ocasiones.

## Tomo I:Die Frühzeit(«La Antigüedad»)
- Karlheinz Deschner: Kriminalgeschichte des Christentums. Band 1. Die Frühzeit. Von den Ursprüngen im Alten Testament bis zum Tod des heiligen Augustinus (430). Rowohlt, Reinbek, 1986, ISBN 3498012630

Tras 16 años de estudio previo, se editó el primer tomo, que trata la historia desde la aparición y la extensión del cristianismo, hasta su elevación a religión del Estado.
El libro comienza con una visión del Antiguo Testamento. Deschner describe la invasión de los israelitas, tras la pérdida de poder de Egipto en Palestina durante los siglos XIV y XIII a. C. y la destrucción del sistema de ciudades estado cananitas. Esta introducción, que no afecta directamente al cristianismo, sino al antiguo judaísmo, presenta la contradicción entre las reivindicaciones religiosas y la violencia política: Deschner ve en ello el origen de una tradición de guerra santa que más tarde provocará innumerables asesinatos en masa en nombre del Dios de Israel. Describe las muchas penas de muerte previstas en la Torah para delitos religiosos, la política de conquistas del Rey David, el poder y la corrupción de los sacerdotes y finalmente el sometimiento y la destrucción de Israel en época romana.
El éxito del cristianismo en el Imperio romano sólo fue posible gracias a dicha destrucción, ya que así los cristianos podían considerarse como el «Israel auténtico de Dios». El antisemitismo medieval cristiano comienza en el Nuevo Testamento y continúa con la reinterpretación de la iglesia como nueva Israel. Con ayuda de citas seleccionadas, Deschner acusa de antisemitismo a doctores de la iglesia como Efrén de Siria, Juan Crisóstomo, Jerónimo de Estridón e Hilario de Poitiers.
También los padres de la iglesia habrían acosado a herejes y falsas creencias. Deschner hace una excepción con Orígenes, al que considera «uno de los cristianos más nobles». Dedica un capítulo completo al «Angriff auf das Heidentum» («Ataque al paganismo»). En él analiza no sólo la persecución de los cristianos, tal como ha sido transmitida por las leyendas de mártires de la iglesia, exageradas en parte, así como la mirada retrospectiva de los cristianos sobre los emperadores paganos. Deschner echa asimismo una mirada sobre «los primeros opositores de relevancia al cristianismo», Celso y Porfirio.
El emperador Constantino I, que convirtió el cristianismo en «religión de Estado», según Deschner, transformó «la iglesia de los pacifistas en la iglesia de los capellanes castrenses». Deschner considera esto la renuncia al valor central que representan los valores pacifistas: «una derrota de las enseñanzas de Jesús». Deschner describe la «lucha [de Constantino] contra los judíos, los "herejes" y los paganos». Igualmente el reino de Armenia, que elevó como primera nación el cristianismo en el año 301 a religión del Estado, no se libra de las críticas de Deschner, cuando señala que «esto dio comienzo enseguida a la persecución de los paganos».
Sobre el emperador Juliano el Apóstata, Deschner escribe que «superaba en todos los aspectos a sus predecesores cristianos: en el carácter, en su ética, en su inteligencia». El intento de Juliano de relegitimizar las religiones paganas es visto de forma ambigua por Deschner:

Vielleicht, wer weiß, wäre eine nichtchristliche Welt in genauso viele Kriege gestürzt – obwohl die nichtchristliche Welt seit siebzehn Jahrhunderten weniger Kriege führt als die christliche! Schwer vorstellbar aber in einer heidnischen Welt: die ganze Heuchelei der christlichen. Und noch schwerer denkbar deren religiöse Intoleranz.
Quizás, quien sabe, en un mundo no cristiano se hubiesen producido el número de guerras que hubo —¡aunque el mundo no cristiano produce desde hace 17 siglos menos guerras que el cristiano! Difícil de imaginar en un mundo pagano toda la hipocresía de los cristianos. Y todavía más difícil de imaginar su intolerancia religiosa.
Kriminalgeschichte, tomo 1, p. 317 y sig.

El tomo finaliza con una ponderación de los padres de la iglesia Atanasio, Ambrosio y Agustín. Deschner acusa a Atanasio de «falta de escrúpulos» y de «búsqueda de prestigio y poder». Ambrosio es, en palabras de Deschner, «un antisemita fanático»; gracias a su política eclesiástica, «inflexible e intolerante, pero no tan directo sino versado, suave», sienta las bases de un «modelo para la iglesia hasta hoy». Agustín, que «colocaba el patriotismo por encima del amor paternofilial», aprobaba la «guerra justa» tanto como la «guerra santa».

## Tomo II:Die Spätantike(«La Antigüedad tardía»)
- Karlheinz Deschner: Kriminalgeschichte des Christentums. Band 2. Die Spätantike. Von den katholischen „Kindkaisern“ bis zur Ausrottung der arianischen Wandalen und Ostgoten unter Justinian I. (527-565). Rowohlt, Reinbek, 1989, ISBN 3498012770

Deschner afirma que «condiciones como las de la antigua Roma» son características para las condiciones de la iglesia romana. Las atrocidades realizadas por pastores cristianos de la Antigüedad tardía habrían sido disimuladas en numerosas ocasiones o directamente silenciadas por los historiadores de la iglesia.

## Tomo III:Die Alte Kirche(«La iglesia antigua»)
- Karlheinz Deschner: Kriminalgeschichte des Christentums. Band 3. Die Alte Kirche. Fälschung, Verdummung, Ausbeutung, Vernichtung. Rowohlt, Reinbek, 1990, ISBN 3498012851

Al contrario que los demás tomos, que siguen una línea cronológica, Deschner se centra en este en crímenes concretos, que divide en los siguientes grupos:
- El sistema de falsificaciones cristiano.
- El engaño de los milagros y las reliquias.
- La economía de las peregrinaciones.
- Oscurantismo y ruina de la educación de la Antigüedad.
- Destrucción de libros por los cristianos y destrucción del paganismo.
- El mantenimiento y consolidación de la esclavitud.
- Falsa enseñanza social y real política social de la iglesia.

## Tomo IV:Frühmittelalter(«Los inicios de la Edad Media»)
- Karlheinz Deschner: Kriminalgeschichte des Christentums. Band 4. Frühmittelalter. Von König Chlodwig I. (um 500) bis zum Tode Karls „des Großen“ (814). Rowohlt, Reinbek, 1994, ISBN 3498013009

Durante los inicios de la Edad Media o Edad Media temprana y la Alta Edad Media se produce la separación de Bizancio, comienza la guerra contra el islam y los papas de Roma se convierten en importantes gobernantes. Deschner considera que el papa Gregorio I tenía una doble moral, que siempre predicaba el arrepentimiento y el fin del mundo, pero persiguía la extensión de su poder personal por todos los medios, para lo que sabía usar la cárcel, la tortura, la toma de rehenes y los saqueos, pero también el soborno. Deschner califica la llamada Donación de Constantino de la mayor falsificación de documentos de la historia del mundo.
Hacia finales de este tomo, repasa las relaciones oportunistas de Carlomagno con los papas, su invasión de los sajones y la destrucción de los reinos lombardo y ávaro.

## Tomo V:9. und 10. Jahrhundert(«Siglos IX y X»)
- Karlheinz Deschner: Kriminalgeschichte des Christentums. Band 5. 9. und 10. Jahrhundert. Von Ludwig dem Frommen (814) bis zum Tode Ottos III. (1002). Rowohlt, Reinbek, 1997. ISBN 3498013041

Este tomo tiene como introducción una réplica de Deschner a la antología Kriminalisierung des Christentums? y un editorial de Hermann Gieselbusch, lector de la editorial Rowohlt.
Según Deschner, en los siglos IX y X se produce una profunda mezcla entre los poderes mundanos y los eclesiásticos. Se crean los principados eclesiásticos, florece el servicio militar del alto clero. Bajo los Otones, la iglesia del Sacro Imperio estaba completamente militarizada; los obispados y las abadías ofrecían un potencial militar considerable. También los papas fueron a la guerra: en 849 León IV, en 877 Juan VIII, en 915 Juan X. Los papas se excomulgaban unos a otros, algunos fueron encarcelados, estrangulados, mutilados, envenenados. Sergio III mandó asesinar a dos, siendo uno de ellos el papa León V.
En el capítulo 3.º trata el Pseudo-Isidoro, que es declarado como la falsificación más importante del periodo carolingio.

## Tomo VI:Das 11. und 12. Jahrhundert(«Los siglos XI y XII»)
- Karlheinz Deschner: Kriminalgeschichte des Christentums. Band 6. Das 11. und 12. Jahrhundert. Von Kaiser Heinrich II., dem „Heiligen“ (1102), bis zum Ende des Dritten Kreuzzugs (1192). Rowohlt, Reinbek, 1999, ISBN 3498013092

Este tomo trata del emperador Enrique II el Santo, que, aliado con los herejes, desata tres guerras contra la Polonia católica; el trascendental pontificado de Gregorio VII, un «Satán agresivo», que en la Querella de las Investiduras consiguió triunfar sobre el emperador (Paseo de Canossa); el cisma con la iglesia de oriente; la Primera Cruzada, con la masacre de todos los habitantes de Jerusalén; así como la Segunda y la Tercera Cruzada.

## Tomo VII:Das 13. und 14. Jahrhundert(«Los siglos XIII y XIV»)
- Karlheinz Deschner: Kriminalgeschichte des Christentums. Band 7. Das 13. und 14. Jahrhundert. Rowohlt, Reinbek, 2002, ISBN 3498013203

Deschner escribe sobre el emperador Enrique VI, que deseaba la hegemonía mundial, aunque fuese sin la bendición papal, y sobre el papa más poderoso de la historia, Inocencio III.
Durante estos dos siglos se desarrollan cruzadas en todas direcciones, entre las que se cuentan la Cuarta Cruzada, la cruzada de Federico II, la cruzada de Luis IX a Egipto y Túnez, la grotesca Cruzada de los niños, las cruzadas de cristianos contra cristianos, las Vísperas sicilianas, la destrucción de los templarios, el exterminio de los paganos del nordeste, los asesinatos de judíos y la inquisición, que debía suprimir cualquier movimiento de los espíritus libres.

## Tomo VIII:Das 15. und 16. Jahrhundert(«Los siglos XV y XVI»)
- Karlheinz Deschner: Kriminalgeschichte des Christentums. Band 8. Das 15. und 16. Jahrhundert. Vom Exil der Päpste in Avignon bis zum Augsburger Religionsfrieden. Rowohlt, Reinbek, 2004, ISBN 3498013238

Deschner describe los comienzos de la caza de brujas, el cisma de occidente, los papas del Renacimiento, las luchas contra la oposición interior (Wycliff, Hus y el Concilio de Constanza, Lutero y la Guerra de los campesinos alemanes).

## Tomo IX:Mitte des 16. bis Anfang des 18. Jahrhunderts(«Mediados del siglo XVI a principios del siglo XVIII»)
- Karlheinz Deschner: Kriminalgeschichte des Christentums. Band 9: Mitte des 16. bis Anfang des 18. Jahrhunderts. Vom Völkermord in der Neuen Welt bis zum Beginn der Aufklärung. Rowohlt, Reinbek, 2008, ISBN 9783498013271

En el tomo 9 se tratan los siguientes temas:
- El «holocausto americano»; el genocidio en relación con la conquista y cristianización del continente americano.
- La reforma de Suiza; Zuinglio y Calvino.
- La Contrarreforma.
- San Ignacio de Loyola.
- La confesionalización.
- Los jesuitas; aquí se hace hincapié sobre todo en la influencia de los jesuitas sobre los poderes políticos de la época.
- Acontecimientos, intereses y constelaciones de los poderes en el preludio de la Guerra de los Treinta Años.
- La Guerra de los Treinta Años; los acontecimientos motivados por la religión se estudian también en el contexto de las luchas de conquista y poder de la aristocracia europea.
- La continuación de la guerra; la desgracia de la Pax Christiana; la época posterior a la Guerra de los Treinta Años.

## Tomo X:18. Jahrhundert und Ausblick auf die Folgezeit(sigloXVIIIy perspectivas)
- 18. Jahrhundert und Ausblick auf die Folgezeit. Könige von Gottes Gnaden und Niedergang des Papsttums. Rowohlt, Reinbek 2013, ISBN 978-3-498-01331-8.

- Traducción del título - Siglo XVIII perspectivas de las consecuencias. Reyes por derecho divino y la decadencia del papado.

Más de un cuarto de siglo después de publicarse el primer volumen, Deschner ha completado este trabajo con el volumen 10. El último volumen de la historia criminal del cristianismo salió a luz el 8 de marzo de 2013 en su versión original alemana. Este volumen abarca:
- La caída del papado (Den Niedergang des Papsttums)
- La separación gradual entre Iglesia y Estado (Die allmähliche Trennung von Kirche und Staat)

## Recepción
Las reacciones a la publicación de Deschner fueron de todo tipo. No sólo la prensa discutió la obra, sino también el mundo académico. 
Así, historiadores de la iglesia dedicaron a principios de octubre de 1992 un simposio de tres días a los tres primeros tomos de Deschner. Además del mismo Deschner, Hans Reinhard Seeliger invitó a otros 22 especialistas de la Historia de la Iglesia, Patrología, Historia antigua, Arqueología y Derecho a la academia católica en Schwerte. Las contribuciones fueron editadas en 1993 en forma de antología bajo el título Kriminalisierung des Christentums? Karlheinz Deschners Kirchengeschichte auf dem Prüfstand («¿Criminalización del cristianismo? La Historia de la Iglesia de Karlheinz Deschner a prueba»), que coincidía con el título dado a las jornadas. Deschner rechazó la participación, justificándolo con que ya había contestado de forma suficiente a las preguntas de fondo en la introducción del primer tomo. Finalmente, decidió responder como ejemplo a la contribución de Maria R.-Alföldi, Kaiser Konstantin, ein großer der Geschichte? («El emperador Constantino, ¿uno de los grandes de la historia?») en la introducción al quinto tomo. Las demás contribuciones del simposio fueron ignoradas. Hermann Gieselbusch, lector de la editorial Rowohlt, señaló en la introducción del mismo tomo, que sólo unos pocos de los participantes del simposio «por lo menos se abstuvieron de [realizar] insultos personales», y agradeció a cuatro participantes, Ulrich Faust, Theofried Baumeister, Erich Feldmann y Gert Haendler, en nombre de Deschner, por su ecuanimidad.
En 2002, el historiador Jürgen Miethke comentó en el Frankfurter Allgemeine Zeitung con ocasión de la publicación del séptimo tomo,

Differenzierung ist nicht die Sache des Buches. Es geht um Anklage, nicht um den Versuch gerechter Wertung. Erklärungen, die das Buch dem Leser [...] anbietet, sind durchweg schlicht: Kirchliche Prälaten und Fürsten erregen allemal den Verdacht, "sich die Taschen zu füllen". Es genügt aber nicht, der Kirche und ihren Amtsträgern falschen Glaubenseifer und bare Scheinheiligkeit vorzuhalten. Die Welt ist schlecht und die Menschen, vor allem die Kirchenleute und die Fürsten, desgleichen - es soll Romane geben, die das besser sagen.
Los matices no son cosa del libro. Se trata de una acusación, no de un intento de valoración justa. Las aclaraciones que el libro presenta [...] a los lectores son siempre simples: los prelados de la Iglesia y los príncipes levantan la sospecha de «llenarse los bolsillos». Pero no basta con acusar a la Iglesia y a sus ministros de falso celo religioso e hipocresía. El mundo es malo y las personas, sobre todo los clérigos y los príncipes, también — hay novelas que lo cuentan mejor.
Jürgen Miethke

## Edición en español
- Historia criminal del cristianismo (9 tomos publicados):
  - Tomo I: Los orígenes, desde el paleocristianismo hasta el final de la era constantiniana. Ediciones Martínez Roca. ISBN 84-270-1458-9.
  - Tomo II: La época patrística y la consolidación del primado de Roma. Editorial Martínez Roca. ISBN 84-270-1493-7.
  - Tomo III: De la querella de Oriente hasta el final del periodo justiniano. Editorial Martínez Roca. ISBN 84-270-1561-5.
  - Tomo IV: La Iglesia antigua: Falsificaciones y engaños. Editorial Martínez Roca. ISBN 84-270-1630-1.
  - Tomo V: La Iglesia antigua: Lucha contra los paganos y ocupaciones del poder. Editorial Martínez Roca. ISBN 84-270-1750-2.
  - Tomo VI: Alta Edad Media: El siglo de los merovingios. Editorial Martínez Roca. ISBN 84-270-1919-X.
  - Tomo VII: Alta Edad Media: El auge de la dinastía carolingia. Editorial Martínez Roca. ISBN 84-270-1920-3.
  - Tomo VIII: Siglo IX: Desde Luis el Piadoso hasta las primeras luchas contra los sarracenos. Editorial Martínez Roca. ISBN 84-270-2296-4.
  - Tomo IX: Siglo X: Desde las invasiones normandas hasta la muerte de Otón III. Editorial Martínez Roca. ISBN 84-270-2299-9.